# Arhopala eurisus
Arhopala eurisus är en fjärilsart som beskrevs av Druce 1891. Arhopala eurisus ingår i släktet Arhopala och familjen juvelvingar. Inga underarter finns listade i Catalogue of Life.

## Bildgalleri

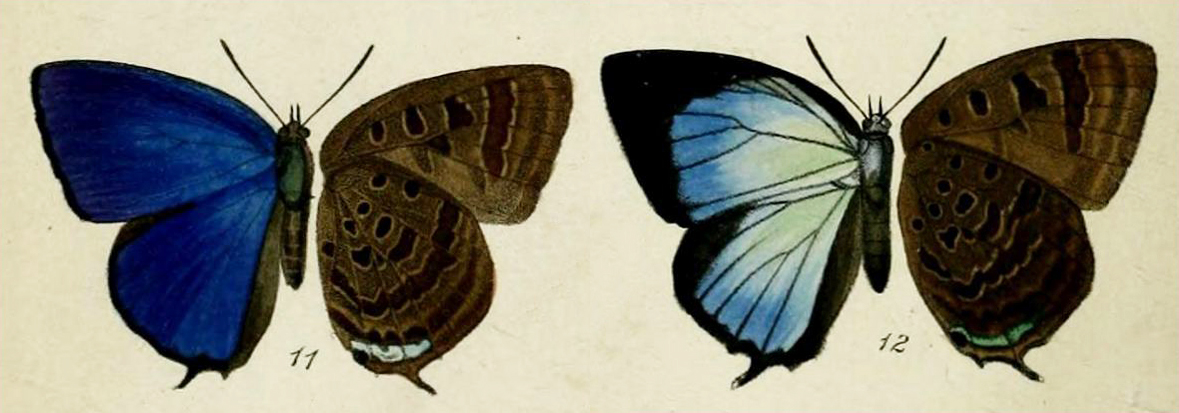